# Ödön Bodor
Ödön Bodor (født 24. januar 1882 i Kapuvár, død 22. januar 1927 i Budapest) var en ungarsk fodboldspiller og atlet, som deltog to olympiske lege i begyndelsen af 1900-tallet.

## Idrætskarriere
Bodor var løber i international klasse foruden fodboldspiller, hvor han var på det ungarske landshold i 1903. Han var ottefoldig ungarsk 
rekordholder på forskellige løbedistancer. Ved OL 1908 i London var han tilmeldt i fire discipliner, men stillede ikke til start i 400-meterløbet. I 800-meterløbet blev han nummer fire og på 1500 m distancen gik han ikke videre fra indledende runde. I stafetløbet over 1600 m (2×200 m, 400 m og 800 m) var han med på det ungarske hold, der vandt sit indledende heat (med Pál Simon, Vilmos Rácz og József Nagy) og var dermed i finalen mod USA og Tyskland. Her var Rácz udskiftet med Frigyes Wiesner-Mezei, da USA vandt sikkert, mens Tyskland akkurat blev toer foran Ungarn.
Ved OL 1912 i Stockholm var han tilmeldt de samme individuelle løb samt stafetten, der nu var blevet til 4 × 400-meterløb. Bodor gik ikke videre fra indledende runde i hverken 400 m eller 800 m, og han stillede ikke til start i 1500 m, og i stafetløbet gik Ungarn ligeledes ikke videre fra indledende runde.

## Øvrige karriere
Efter at have indstillet sin idrætskarriere arbejdede Bodor som postfunktionær, sportsjournalist og atletiktræner. Han døde efter en alvorlig skøjteulykke i Budapest.